# Cornus sunhangii
Cornus sunhangii — вид квіткових рослин з родини деренових (Cornaceae).

## Біоморфологічна характеристика
Це дерево 4–8 метрів заввишки, кора сірувато-коричнева. Листки супротивні; ніжка 0.6–2 мм; пластинка вузько-еліптична чи видовжено-ланцетна, 9–13 × 2.5–6 см, край цілісний або злегка хвилястий, верхівка загострена або короткохвостата, абаксіально (низ) світло-зелена, поверхня розріджено запушена білими притиснутими трихомами, пазухи жилок з білими та коричневими трихомами, адаксіально зелена або сірувато-зелена. Суцвіття кулясті, ≈ 1.1 см в діаметрі, ≈ 80-квіткові. Супліддя стислі чи майже кулясті, 6–8 см в діаметрі, до дозрівання світло-зелені. Насіння по 1 на комірку, ≈ 0.8 × 0.5 см.

## Поширення
Ендемік Тибету. Cornus sunhangii відомий лише поблизу села Барі, повіт Медог, південно-східний Тибет. Місцевість гірська, з глибокими ярами, клімат субтропічний.